# Gennadi Fjodorowitsch Lebedew
Gennadi Fjodorowitsch Lebedew (russisch Геннадий Фёдорович Лебедев, usbekisch Gennadiy Lebedev; * 12. Mai 1940 in Aşgabat; † 10. Mai 2014 in Taschkent) war ein sowjetischer Radrennfahrer.

## Sportlicher Werdegang
Ab 1957 betätigte sich Lebedew aktiv am Radsport. Ab 1963 fuhr er in der Nationalmannschaft der Sowjetunion. Bei der Friedensfahrt 1963 entschied er die 13. Etappe für sich und erzielte den ersten von insgesamt zwei Tageserfolgen insgesamt. 1964 gewann er die nationale Meisterschaft im Mannschaftszeitfahren. Bei den Weltmeisterschaften im selben Jahr belegte er mit Ants Väravas, Anatoli Olisarenko und Alexei Petrow den neunten Platz im Mannschaftszeitfahren.
Den größten Erfolg seiner Karriere erzielte Lebedew bei der Friedensfahrt 1965. Auf der fünften Etappe eroberte er als Etappenzweiter die Gesamtführung, die er bis zum Ende der Rundfahrt erfolgreich verteidigte. Zudem gewann er im Gelben Trikot des Gesamtführenden die zehnte Etappe durch die Tatra von Tatranská Lomnica nach Bielsko-Biała. Ebenfalls 1965 gewann er in der DDR das Eintagesrennen Rund um das Ostragehege. 
1966 und 1967 nahm Lebedew nochmals an der Friedensfahrt teil, blieb aber ohne zählbare Ergebnisse.
Nach dem Zerfall der Sowjetunion lebte Lebedew in der usbekischen Hauptstadt Taschkent, wo er 2014 kurz vor seinem 74. Geburtstag verstarb.

## Erfolge
1962
- eine Etappe UdSSR-Rundfahrt

1963
- eine Etappe Friedensfahrt

1964
- Sowjetischer Meister – Mannschaftsverfolgung

1965
- Gesamtwertung und eine Etappe Friedensfahrt